# Ernani Pereira
Ernani Pereira (Belo Horizonte, Brasil, 22 de enero de 1978) es un futbolista naturalizado azerbaiyaní, quien se desempeña como defensa y juega para el Karvan en la Primera División de Azerbaiyán.

## Clubes
| Club      | País       | Año       |
| --------- | ---------- | --------- |
| Vila Nova | Brasil     | 1998-1999 |
| Cruzeiro  | Brasil     | 2000      |
| Guarani   | Brasil     | 2001-2003 |
| Konyaspor | Turquía    | 2003-2005 |
| Karvan    | Azerbaiyán | 2005-     |

- Datos: Q374488
- Multimedia: Ernani Pereira / Q374488